# Lista de campeãs do carnaval de São Sebastião
Esta é a lista de escolas de samba campeãs do Carnaval de São Sebastião.

## Campeãs
| Ano                          | Campeã                                                  | Enredo                                                              | Ref.                                                    |                                                         |
| ---------------------------- | ------------------------------------------------------- | ------------------------------------------------------------------- | ------------------------------------------------------- | ------------------------------------------------------- |
| 1985                         | Ki-Fogo                                                 | Zumbi dos Palmares                                                  | [ 1 ]                                                   |                                                         |
| 1993                         | Ki-Fogo                                                 | As Quatro Estações do Ano                                           | [ 1 ]                                                   |                                                         |
| 1994                         | Acadêmicos de São Francisco                             | As civilizações: Passado,presente e o futuro o que será?            | [ 2 ]                                                   |                                                         |
| 1995                         | Acadêmicos de São Francisco                             | Sonhar não custa nada                                               | [ 2 ]                                                   |                                                         |
| 1996                         | Acadêmicos de São Francisco                             | Luzes                                                               | [ 2 ]                                                   |                                                         |
| Em 2000 não ocorreu desfile. |                                                         |                                                                     |                                                         |                                                         |
| 2001                         | Sol de Verão                                            | Recordar é viver                                                    |                                                         |                                                         |
| 2002                         | Sol de Verão                                            |                                                                     |                                                         |                                                         |
| 2003                         | Sol de Verão                                            | Da Cultura, Caiçara Lendas e Mitos                                  | [ 4 ]                                                   |                                                         |
| 2004                         | Acadêmicos de São Francisco                             | As Belas artes do mundo                                             | [ 2 ]                                                   |                                                         |
| 2005                         | Sol de Verão                                            | Meu carnaval é Garantido, mas prometo ser Caprichoso                |                                                         |                                                         |
| 2006                         | Mocidade Independente da Topolândia                     |                                                                     | [ 5 ]                                                   |                                                         |
| 2007                         | Mocidade Independente da Topolândia                     |                                                                     | [ 5 ]                                                   |                                                         |
| 2008                         | Ki-Fogo                                                 |                                                                     | [ 1 ]                                                   |                                                         |
| 2009                         | Acadêmicos de São Francisco                             | Cada dia é uma que aparece... à noite ela se diverte... Assombração | [ 2 ]                                                   |                                                         |
| 2010                         | Acadêmicos de São Francisco                             | São Tantas as Emoções                                               | [ 6 ]                                                   |                                                         |
| 2011                         | Acadêmicos de São Francisco                             | O que você vai ser quando crescer?                                  | [ 7 ]                                                   |                                                         |
| 2012                         | Ki-Fogo                                                 | O Sexto Sentido                                                     | [ 8 ]                                                   |                                                         |
| 2013                         | Mocidade Independente da Topolândia                     | Aqui na Mocidade Tem Amor                                           | [ 9 ]                                                   |                                                         |
| 2014                         | Ki-Fogo                                                 | Ki-Fogo não é Fogo de Apagar                                        | [ 1 ] [ 10 ]                                            |                                                         |
| 2015                         | Ki-Fogo                                                 | E agora quem poderá nos defender?                                   | [ 11 ]                                                  |                                                         |
| 2016                         | Ki-Fogo                                                 | Ki-Fogo no Mundo Encantado de Mistérios e Magias                    | [ 12 ]                                                  |                                                         |
| 2017                         | Ki-Fogo                                                 | Malandramente                                                       |                                                         |                                                         |
| 2018                         | X-9 Litoral Norte                                       |                                                                     | [ 13 ]                                                  |                                                         |
| 2019                         | Acadêmicos de São Francisco                             | Quem não sonha, samba                                               |                                                         |                                                         |
| 2020                         | Ki-Fogo                                                 | A Fé em Minhas Mãos                                                 |                                                         |                                                         |
| 2021                         | Em 2021 não ocorreu desfile devido a pandemia Covid-19. | Em 2021 não ocorreu desfile devido a pandemia Covid-19.             | Em 2021 não ocorreu desfile devido a pandemia Covid-19. | Em 2021 não ocorreu desfile devido a pandemia Covid-19. |
| 2022                         | Em 2022 não ocorreu desfile devido a pandemia Covid-19. | Em 2022 não ocorreu desfile devido a pandemia Covid-19.             | Em 2022 não ocorreu desfile devido a pandemia Covid-19. | Em 2022 não ocorreu desfile devido a pandemia Covid-19. |
| 2023                         | Em 2023 não ocorreu desfile. Problemas com enchente.    | Em 2023 não ocorreu desfile. Problemas com enchente.                | Em 2023 não ocorreu desfile. Problemas com enchente.    | Em 2023 não ocorreu desfile. Problemas com enchente.    |
| 2024                         | Ki-Fogo                                                 | O dia em que a terra chorou                                         |                                                         |                                                         |
| 2025                         | Ki-Fogo                                                 | À Procura da Estrela Flamejante                                     |                                                         |                                                         |

## Número de títulos por escola
| Escola                      | Títulos |  |
| --------------------------- | ------- |  |
| Ki-Fogo                     | 11      |  |
| Sol de Verão                | 4       |  |
| Acadêmicos de São Francisco | 8       |  |
| Mocidade da Topolândia      | 3       |  |
| X9 do Canto do Mar          | 1       |  |